# Братко, Александр Григорьевич
Братко Александр Григорьевич (29 июня 1947, Москва — 1 июня 2021, Москва) — доктор юридических наук, профессор предпринимательского и банковского права, специалист в области теории государства и права. Известен как один из ведущих российских учёных-юристов, автор 22 книг, в том числе монографии, учебники и свыше 40 научных статей. РИНЦ — 2208. Индекс Хирша - 10.

## Биография

### Ранний период и образование
Александр Григорьевич родился 29 июня 1947 г. в Москве.
В 1973 г. окончил Высшую следственную школу МВД СССР. В 1979 г. защитил кандидатскую диссертацию по теории государства и права на тему «Запреты в советском праве» (научный руководитель — профессор Н.И. Матузов), а в 1993 г. защитил докторскую диссертацию по теме «Правоохранительная система (вопросы теории)».

### Трудовая деятельность и преподавание
С начала своей карьеры (с 1973 г.) Братко А.Г. преподаёт теорию государства и права в различных вузах России.
Он работал в:
- Высшей следственной школе МВД СССР;
- Академии МВД России;
- МГИМО (У) МИД РФ;
- Центральном банке Российской Федерации (Банк России) (с 1995 по 2000 г.);
- Высшей школе экономики (2000–2002 г.), где читал курс лекций по банковскому праву на юридическом и экономическом факультетах;
- Московской государственной юридической академии (с 2002 г. по 2013г.), профессор кафедры банковское право[7].

Кроме того, Братко А.Г. занимал руководящие позиции в научных коллективах, являлся членом диссертационных советов, а также принимал участие в подготовке проектов законов (например, Закон о милиции) и бюджетных законопроектов для Москвы. Руководил Кафедрой государственно-правовых дисциплин в Хабаровской высшей школе МВД СССР (1980-1982).

### Дополнительные сведения
Помимо академической деятельности, Братко А.Г. имеет опыт работы в правоохранительных органах – он — полковник милиции, вышедший на пенсию по выслуге лет в 1995 г. Его заслуги отмечены наградами, включая медали за выслугу лет, многочисленные поощрения и грамоты за службу и педагогическую деятельность.

## Научная деятельность
Основными направлениями научных интересов профессора являются:
- Банковское право и предпринимательское право. Он является автором работ, обосновывающих банковское право как самостоятельную отрасль права, где чётко разделяются отношения между Банком России и кредитными организациями, а также отношения между кредитными организациями и их клиентами.
- Теория государства и права. В своих ранних работах (например, в монографии «Запреты в советском праве») впервые представлена концепция соотношения дозволений и запретов, а также предложена новая классификация правовых норм с обоснованием их четырехчленной логической структуры.
- Правоохранительная система. В монографии «Правоохранительная система (вопросы теории)» (1991 г.) профессор дал обоснование принципов и функций правоохранительной системы в правовом государстве, определив её как систему, состоящую из двух подсистем: нормативной и организационной.

Братко А.Г. также активно участвовал в разработке методик преподавания, подготовке учебных пособий и учебников, а его научные труды пользуются высоким уровнем цитирования (РИНЦ - 2208).

### Монографии
- «Запреты в советском праве» (1979, Саратов) – первая монография, в которой сформулирована концепция соотношения дозволений и запретов в правовом регулировании.[4]
- «Правоохранительная система (вопросы теории)» (М., 1991) – работа, в которой обоснована структура, принципы и функции правоохранительной системы.[5]
- «Банковское право (теория и практика)» (М., 2000, переиздание — 2001) – монография, где предпринята попытка обосновать банковское право как самостоятельную отрасль права.[9]
- «Центральный банк в банковской системе России» (М., 2001) – монография, в которой предлагается рассматривать Центральный банк как институт гражданского общества, а не просто государственный орган.[10]
- «Теория банковского права» (М., 2014) – работа, в которой излагаются теоретические основы банковского права.[11]

### Учебники и учебно-методические пособия
Профессор Братко является автором и соавтором ряда учебников и пособий:
- «Банковское право России» (учебное пособие, М., 2003)[12];
- «Банковское право России. Курс лекций» (М., 2006);[13]
- Учебники в соавторстве по теории государства и права.
- Также изданы пособия по финансовому мониторингу, включающие два тома (М., 2018)[14].

### Научные статьи
1. Кто должен развивать банки? // Банковское дело. — 2006. — № 2. — С. 26–28.[15]
2. Специфика нормативных актов Банка России // Право и экономика. — 2006. — № 7. — С. 19–26.[16]
3. Банковские системы // Публичное и частное право. — 2009. — № 3 (3). — С. 7–29.[17]
4. Финансовый кризис. Глобализация. Многополярный мир // Публичное и частное право. — 2008. — № 1 (1). — С. 295–308.[18]
5. Денежная система и закон // Публичное и частное право. — 2009. — № 2 (2). — С. 240–262.[18]
6. Правовая система (вопросы теории). — Диссертация на соискание ученой степени доктора юридических наук. — Москва, 1992.[19]
7. О приобретении банков // Юрист. — 2011. — № 3. — С. 7–16.[20]
8. Понятие и принципы гражданского общества // Публичное и частное право. — 2011. — № 2 (10). — С. 49–59.[21]
9. Права граждан-заемщиков и социальная ответственность банков // Российская юстиция. — 2011. — № 12. — С. 44–49.[22]
10. Проблемы глобализации и правового регулирования денежно-кредитных систем в условиях современного капитализма // Публичное и частное право. — 2011. — № 3 (11). — С. 7–18.[23]
11. Проблемы глобализации и правового регулирования денежно-кредитных систем в условиях современного капитализма // Бизнес, менеджмент и право. — 2011. — № 2 (24). — С. 83–90.[24]
12. О гражданском обществе // Вопросы правоведения. — 2010. — № 4 (8). — С. 33–51.[25]
13. Банковское законодательство и нормативные акты Банка России как источники банковского права // Публичное и частное право. — 2012. — № 3 (15). — С. 108–128.[26]
14. Гражданин и денежно-кредитная система // Российская юстиция. — 2013. — № 4. — С. 58–62.[27]
15. Гражданин, как субъект денежно-кредитной системы // Вопросы правоведения. — 2013. — № 1 (17). — С. 144–167.[28]
16. Если ФСФР объединится с Банком России // Вопросы правоведения. — 2013. — № 2 (18). — С. 244–251.[29]
17. Отношение граждан к финансовым инструментам, которые они могли бы использовать для сохранения своих сбережений // Публичное и частное право. — 2013. — № 1 (17). — С. 192–197.[30]
18. Банковское право: курс лекций. — Москва, 2009.[31]
19. Банковское право: курс лекций // Серия «Полный курс за три дня: если хочешь сэкономить время — эта книга для тебя». — Москва, 2006.[32]
20. Права гражданина, власть денег и денежная власть // Публичное и частное право. — 2013. — № 2 (18). — С. 95–106.[33]
21. Правовое положение коммерческой организации // Учебное и научно-практическое пособие / В соавторстве с Н. И. Косяковой, С. М. Айзиным, Н. Н. Анисимовой и др. — Москва, 2001.[34]
22. Системность принципов права и правовое регулирование банков // Публичное и частное право. — 2013. — № 3 (19). — С. 12–26[35]
23. Дискриминация банковских клиентов: что делать? // Гражданское право. — 2014. — № 2. — С. 36–39.[36]
24. Методология исследования уголовно-процессуального статуса таможенных органов Российской Федерации // Вестник Российской таможенной академии. — 2014. — № 2. — С. 66–71.[37]
25. Кто должен защищать потребителей банковских услуг? // Публичное и частное право. — 2014. — № 1 (21). — С. 179–184.[38]
26. Методологическая функция теории права в уголовном процессе // Публичное и частное право. — 2014. — № 2 (22). — С. 104–113.[39]
27. Методологические вопросы науки уголовного процесса // Публичное и частное право. — 2014. — № 2 (22). — С. 114–122.[40]
28. Проблемы стратегии изучения финансовых конкурентов в современном мире // Финансовый бизнес. — 2015. — № 2 (175). — С. 25–32.[41]

1. Банковское право России // Учебник / Серия «Бакалавр и магистр. Академический курс». — Москва, 2015.[42]
2. Гарантии экономического суверенитета Российской Федерации // Публичное и частное право. — 2015. — № 1 (25). — С. 23–32.[43]
3. Дискриминация банковских клиентов: что делать? // Человек и закон. — 2014. — № 5. — С. 39–47.[44]
4. Общая теория права и государства // Учебник для юридических вузов / В соавторстве с В. С. Афанасьевым, А. П. Герасимовым, В. И. Гойманом, А. Я. Малыгиным. — Москва, 1994.[45]
5. Теория права и государства // (2-е издание, переработанное и дополненное) / В соавторстве с В. С. Афанасьевым, В. Н. Бутылиным, А. П. Герасимовым, А. Я. Малыгиным. — Москва, 1996.[46]
6. Банковское право России в 2 ч. Часть 2 // Учебник / Серия «Бакалавр и магистр. Академический курс». — Москва, 2017.[47]
7. Банковское право России в 2 ч. Часть 1 // Учебник / Серия «Бакалавр и магистр. Академический курс». — Москва, 2017.[48]
8. Органы внутренних дел в правоохранительной системе России (основные направления научных исследований) // Публичное и частное право. — 2018. — № 1 (37). — С. 75–89.[49]
9. Финансовый мониторинг // Учебное пособие для бакалавриата и магистратуры / В соавторстве с Ю. Ф. Коротким, П. В. Ливадным, В. И. Глотовым, И. Е. Волуевичем, К. И. Гобрусенко, А. Г. Забелиным, И. Ю. Карандаевым, П. Ю. Леоновым, Ю. Трунцевским. — Том 2. — Москва, 2018.[50]
10. Финансовый мониторинг // Учебное пособие для бакалавриата и магистратуры / В соавторстве с Ю. Ф. Коротким, П. В. Ливадным, В. И. Глотовым, И. Е. Волуевичем, К. И. Гобрусенко, Е. О. Писарчиком. — Том 1. — Москва, 2018.[51]
11. Банковское право России в 2 ч. Часть 1 // Учебник / Серия «Бакалавр и магистр. Академический курс». — Москва, 2018.[52]
12. Банковское право России в 2 ч. Часть 2 // Учебник / Серия «Бакалавр и магистр. Академический курс». — Москва, 2018.[53]
13. Банковское право России в 2 ч. Часть 1 // Учебник / Серия «Бакалавр и магистр. Академический курс». — Москва, 2019.[54]
14. Банковское право России в 2 ч. Часть 2 // Учебник / Серия «Бакалавр и магистр. Академический курс». — Москва, 2019.[55]
15. Искусственный разум, правовая система и функции государства // Монография / Серия «Научная мысль». — Москва, 2021.[56]
16. Структура права и система источников российского права // Публичное и частное право. — 2021. — № 1 (44). — С. 45–60.[57]